# Hautmont
Hautmont é uma comuna francesa na região administrativa de Altos da França, no departamento do Norte. Estende-se por uma área de 12.27 km². Em 2010 a comuna tinha 14 699 habitantes (densidade: 1 198 hab./km²).